# Kędzierzyn Koźle Port
Kędzierzyn Koźle Port – dawna kolejowa stacja towarowa w Kędzierzynie-Koźlu, w dzielnicy Kłodnica, w województwie opolskim, w Polsce.